# Duge Njive (Bośnia i Hercegowina)
Duge Njive (cyr. Дуге Њиве) – wieś w Bośni i Hercegowinie, w Republice Serbskiej, w gminie Oštra Luka. W 2013 roku liczyła 49 mieszkańców.